# Odo Neustädter-Stürmer
Odo Neustädter-Stürmer (Name seit 1919, geboren als Marquis de Gozani, * 3. November 1885 in Laibach; † 19. März 1938 in Hinterbrühl, Niederösterreich) war ein österreichischer Politiker und Chefideologe der Heimwehr.

## Leben
Der Jurist diente im Ersten Weltkrieg und wurde nach dem Ende der Monarchie Verwaltungsbeamter in Oberösterreich. 1919 nahm er anstelle seines bisherigen Titels "Marquis de Gozani" den Familiennamen "Neustädter-Stürmer" an, nach seiner Mutter, die eine geborene Freiin von Neustädter genannt Stürmer war.

## Politik
Von 1931 bis 1934 saß er für den Heimatblock im Nationalrat, von 1933 bis 1934 war er zudem Staatssekretär für Arbeitsdienst (am Bundesministerium für soziale Verwaltung), und parallel Arbeitsbeschaffung, Straßenwesen und Fremdenverkehr (am Bundesministerium für Handel und Verkehr). 16. Februar 1934 bis 17. Oktober 1935 bekleidete er schließlich das Amt des Bundesministers für soziale Verwaltung (Kabinett Dollfuß II/Schuschnigg I), zusätzlich ab 10. September 1934 und bis 20. März 1937 (Schuschnigg I) und 6. November 1936 bis 20. März 1937 (Schuschnigg III) Bundesminister mit der sachlichen Leitung der die Gesetzgebung über die berufsständische Neuordnung vorbereitenden Tätigkeit der Bundesministerien betraut, also der ständischen Reform der politischen Landschaft Österreichs laut Maiverfassung 1934. Weiters war er ab 6. November 1936 Innen- und Sicherheitsminister (Bundesminister mit der sachlichen Leitung der Angelegenheiten des Sicherheitswesens betraut). Dazwischen war er kurz Gesandter in Budapest.
Von seinem Ministeramt wurde er schließlich 1937 wegen zu starker Anlehnung an das nationale Lager enthoben.

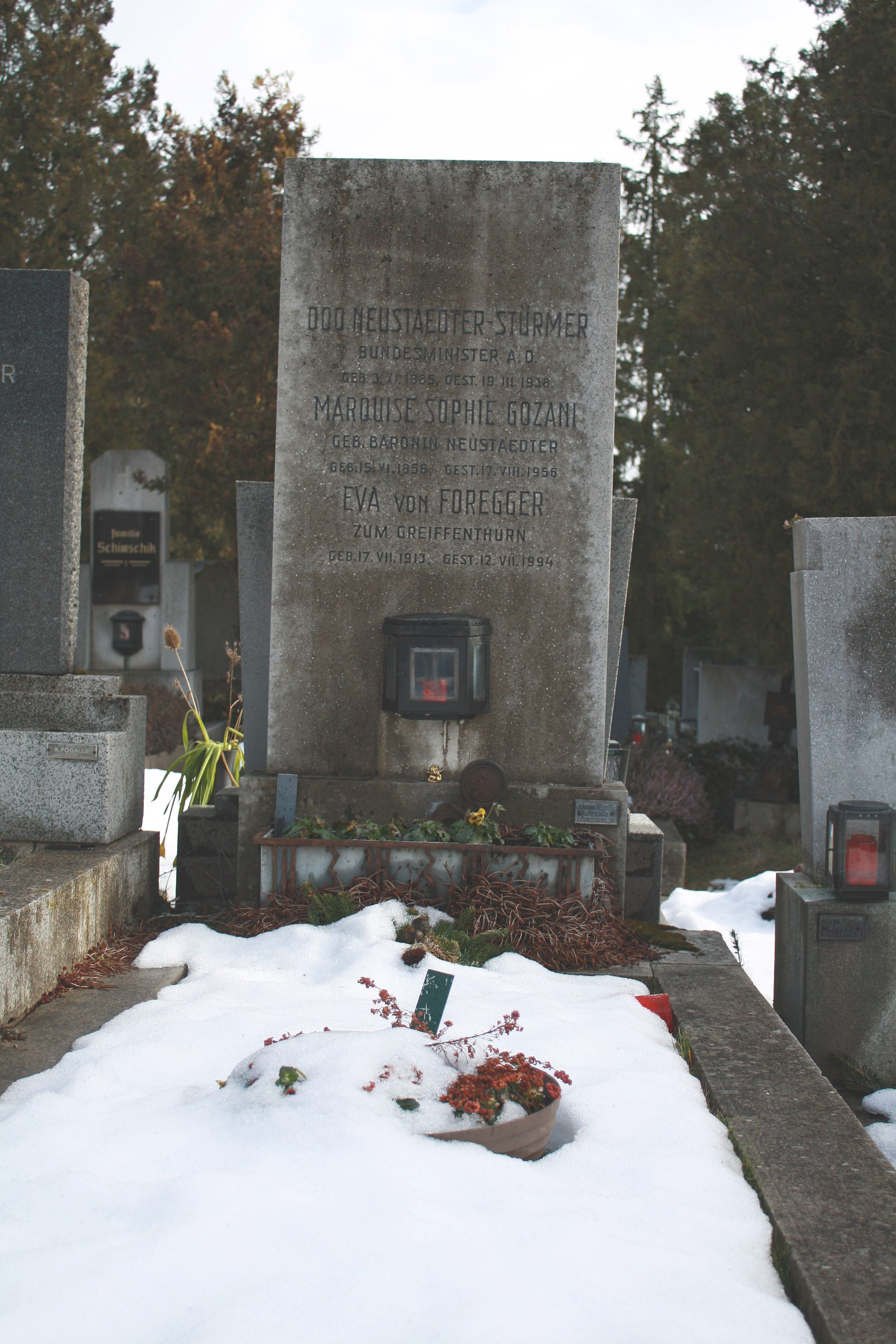
Grab am Hinterbrühler Friedhof

Neustädter-Stürmer war ein großer Verfechter des ständestaatlichen Gedankens, er war einer der Chefideologen der Heimwehr und ihres politischen Arms, des Heimatblocks, und gilt als einer der Väter der autoritären, ständestaatlichen Maiverfassung des Dollfuß-Regimes.
Seine bekanntesten Werke sind "Der Ständestaat Österreich" (Graz, 1930), in dem er die ideologischen Ziele der Heimwehrbewegung darlegte, und "Die Berufsständische Gesetzgebung in Österreich" (Wien, 1936) über die Maiverfassung 1934.
Nach dem Juliputsch 1934 trug er durch eine Falschaussage vor dem Militärgerichtshof wesentlich zur Verurteilung der Putschisten Otto Planetta und Franz Holzweber zum Tode bei. Den Putschisten war zuerst freies Geleit bis an die Grenze Deutschlands zugesagt worden; als aber bekannt geworden war, dass bei dem Putsch der Bundeskanzler Dollfuß ermordet worden war, wurde die Zusage zurückgezogen. Neustädter-Stürmer hatte aber bereits während der Verhandlungen mit den Putschisten von der Ermordung erfahren, dies aber aus taktischen Gründen nicht weitergegeben. Aus Angst vor einem nationalsozialistischen Racheakt verübte Neustädter-Stürmer deshalb nach dem „Anschluss“ Österreichs 1938 Selbstmord.
Begraben ist er in der Hinterbrühl.

## Publikationen
- Was will der Heimatblock? Rednerbehelf für den Wahlkampf. Herausgegeben von Franz Mader Heimatblock Oberösterreich, Jung-Österreich-Verlag, Wien 1930, 19 Seiten.
- Was will der Heimatblock? Heimatblock, Linz 1931, 44 Seiten.
- Arbeitsbeschaffung. Herausgegeben vom Bundeskommissär für Propaganda, Wien um 1934, 33 Seiten.
- Die berufständische Gesetzgebung in Österreich. Österreichischer Bundesverlag, Wien 1936, 276 Seiten.